# Selecció masculina d'handbol de l'Aràbia Saudita
La selecció masculina d'handbol de l'Aràbia Saudita representa Aràbia Saudita en les competicions internacionals d'handbol. Ha participat en 10 campionats del món i ha aconseguit la medalla de bronze en els campionats d'Àsia del 2002, 2008, 2012 i 2022.
La seva primera participació en un mundial fou en el Campionat del Món del Japó de 1997 i la seva primera victòria no va arribar fins al Campionat del Món de Portugal de 2003 quan va derrotar a la selecció d'Argentina per 31-30.

## Historial

### Campionat del món
| Edició | Any  | Seu                      | Posició              | PJ | G | E | P  | GF  | GC  |
| ------ | ---- | ------------------------ | -------------------- | -- | - | - | -- | --- | --- |
| IX     | 1978 | Dinamarca                | No es va classificar | 0  | 0 | 0 | 0  | 0   | 0   |
| X      | 1982 | Alemanya                 | No es va classificar | 0  | 0 | 0 | 0  | 0   | 0   |
| XI     | 1986 | Suïssa                   | No es va classificar | 0  | 0 | 0 | 0  | 0   | 0   |
| XII    | 1990 | Txecoslovàquia           | No es va classificar | 0  | 0 | 0 | 0  | 0   | 0   |
| XIII   | 1993 | Suècia                   | No es va classificar | 0  | 0 | 0 | 0  | 0   | 0   |
| XIV    | 1995 | Islàndia                 | No es va classificar | 0  | 0 | 0 | 0  | 0   | 0   |
| XV     | 1997 | Japó                     | 21a posició          | 5  | 0 | 0 | 5  | 94  | 126 |
| XVI    | 1999 | Egipte                   | 22a posició          | 5  | 0 | 0 | 5  | 101 | 132 |
| XVII   | 2001 | França                   | 21a posició          | 5  | 0 | 0 | 5  | 92  | 134 |
| XVIII  | 2003 | Portugal                 | 19a posició          | 5  | 1 | 0 | 4  | 114 | 155 |
| XIX    | 2005 | Tunísia                  | No es va classificar | 0  | 0 | 0 | 0  | 0   | 0   |
| XX     | 2007 | Alemanya                 | No es va classificar | 0  | 0 | 0 | 0  | 0   | 0   |
| XXI    | 2009 | Croàcia                  | 23a posició          | 11 | 1 | 0 | 10 | 235 | 324 |
| XXII   | 2011 | Suècia                   | No es va classificar | 0  | 0 | 0 | 0  | 0   | 0   |
| XXIII  | 2013 | Espanya                  | 19a posició          | 7  | 2 | 0 | 5  | 152 | 203 |
| XXIV   | 2015 | Qatar                    | 22a posició          | 7  | 1 | 0 | 6  | 136 | 216 |
| XXV    | 2017 | França                   | 20a posició          | 7  | 1 | 0 | 6  | 174 | 223 |
| XXVI   | 2019 | Dinamarca/Alemanya       | 21a posició          | 7  | 2 | 0 | 5  | 173 | 214 |
| XXVII  | 2021 | Egipte                   | No es va classificar | 0  | 0 | 0 | 0  | 0   | 0   |
| XXVIII | 2023 | Polònia/Suècia           | 29a posició          | 7  | 2 | 0 | 5  | 172 | 218 |
| XXIX   | 2025 | Croàcia/Dinamarca/Suècia | No es va classificar | 0  | 0 | 0 | 0  | 0   | 0   |

### Campionat d'Àsia
| Edició | Any  | Seu            | Posició              |
| ------ | ---- | -------------- | -------------------- |
| I      | 1977 | Kuwait         | 8a posició           |
| II     | 1979 | Xina           | No es va classificar |
| III    | 1983 | Corea del Sud  | 5a posició           |
| IV     | 1987 | Jordània       | No es va classificar |
| V      | 1989 | Xina           | 5a posició           |
| VI     | 1991 | Japó           | 10a posició          |
| VII    | 1993 | Bahrain        | 4a posició           |
| VIII   | 1995 | Kuwait         | No es va classificar |
| IX     | 2000 | Japó           | Es va retirar        |
| X      | 2002 | Iran           | 3                    |
| XI     | 2004 | Qatar          | 5a posició           |
| XII    | 2006 | Tailàndia      | Es va retirar        |
| XIII   | 2008 | Iran           | 3                    |
| XIV    | 2010 | Líban          | 4a posició           |
| XV     | 2012 | Aràbia Saudita | 3                    |
| XVI    | 2014 | Bahrain        | 6a posició           |
| XVII   | 2016 | Bahrain        | 4a posició           |
| XVIII  | 2018 | Corea del Sud  | 4a posició           |
| XIX    | 2020 | Kuwait         | 7a posició           |
| XX     | 2022 | Aràbia Saudita | 3                    |
| XXI    | 2024 | Bahrain        | 9a posició           |